# Polistes stabilinus
Polistes stabilinus är en getingart som beskrevs av Richards 1978. Polistes stabilinus ingår i släktet pappersgetingar, och familjen getingar. Inga underarter finns listade i Catalogue of Life.